# 1456 en santé et médecine
| Années de la santé et de la médecine : 1453 - 1454 - 1455 - 1456 - 1457 - 1458 - 1459    |
| Décennies de la santé et de la médecine : 1420 - 1430 - 1440 - 1450 - 1460 - 1470 - 1480 |

Cet article présente les faits marquants de l'année 1456 en santé et médecine.

## Événements
- Fondation de l'université de Greifswald, en Allemagne, qui comporte dès l'origine une faculté de médecine[1].
- Fondation à Lille, en Flandre, de l'hôpital des Bluets pour les enfants orphelins[2].
- Fondation de l'hôpital de la Sainte-Trinité à Niederdorf, dans le Tyrol du Sud[3].
- Refondation, par Amilhete de Sarda, de l'hôpital de l'Annonciation de Marseille, « pour servir de retraite aux mendiants et aux pèlerins[4] ».
- L'hôtel-Dieu de la ville libre de Besançon, en Franche-Comté, s'attache un médecin pour la première fois[5].
- 1451-1456 : à l'initiative de Francesco Sforza, duc de Milan, construction de l'Ospedale dei Poveri (« hôpital des Pauvres »), connu sous les noms de Ca' Granda ou Ospedale Maggiore (« Grand Hôpital[6],[7] »).

## Publication
- Parution de la Chirurgie des chevaux, de Guillaume de Villiers[8].

## Décès
- Octobre : Thomas Le Franc (né à une date inconnue), médecin d'origine grecque, au service du duc de Gloucester, puis Premier médecin du roi Charles VII[9].
- Jean Avantage (né à une date inconnue), reçu docteur en médecine à Paris, chanoine, médecin de Philippe le Bon, duc de Bourgogne[10].
- Vers 1456 : Jean André Sindel (né vers 1375), recteur de l'université de Prague, médecin et astrologue de Venceslas et Sigismond de Luxembourg, concepteur de l'horloge astronomique de Prague[11].
- 1456-1459 : Jean Spelini (né à une date inconnue), docteur de la faculté de médecine de Paris et de la faculté de théologie de Heidelberg, médecin d'Ulrich V, comte de Wurtemberg, auteur d'une Disputatio super de viro qui patitur fluxum seminis[12].